# Nogentais
Pour l’article homonyme, voir Chemins de fer nogentais.
Le Nogentais représente la pointe nord-ouest du département de l'Aube.

## Situation géographique
Le nogentais est la région naturelle de la champagne crayeuse auboise.
Les deux principales communes sont Nogent-sur-Seine et Romilly-sur-Seine.
La Seine le traverse et constitue, d'ailleurs, un élément important de l'économie locale.
Cette zone est desservie par la RD 619 (ex-route nationale 19), les lignes SNCF « Paris - Bâle » et « Troyes - Longueville » et par le trafic fluvial de la Seine, ce qui en fait un pôle d'influence de la ville de Paris et de la vallée de Seine.